# M41 (amas ouvert)
Pour les articles homonymes, voir M41.
M 41 (NGC 2287) est un amas ouvert, situé dans la constellation du Grand Chien. Il a été découvert par le philosophe grec Aristote en 325 av. J.-C..

## Découverte
L'organisation SEDS cite sur son site WEB des sources qui indiquent que cet amas stellaire était connu d'Aristote dès 325 av. J.-C., mais Giovanni Battista Hodierna est le premier à l'avoir catalogué avant 1654. Cependant, les travaux d'Hodierna étaient tombés dans l'oubli jusqu'à partir de sa redécouverte le 16 février 1702 par John Flamsteed. Il fut retrouvé indépendamment par Guillaume Le Gentil en 1749. Finalement Charles Messier l'inclut dans son catalogue d'objets diffus le 16 janvier 1765. John Herschel inséra M41 dans son catalogue "GENERAL CATALOGUE" sous le numéro GC1454 en 1860.

## Caractéristiques
M 41 est à environ 693 pc (∼2 260 al) du système solaire et il s'éloigne de nous à une vitesse de 23,3 km/s. Les dernières estimations donnent un âge de 243 millions d'années. La taille apparente de l'amas est de 39 minutes d'arc, ce qui, compte tenu de la distance, donne une taille réelle maximale d'environ 25,6 années-lumière.
L'amas renferme un peu moins de 100 étoiles dont plusieurs géantes rouges. L'étoile la plus brillante est une géante de type spectral K3, avec une magnitude apparente de +6,9. M41 renferme également des naines blanches,.
Selon la classification des amas ouverts de Robert Trumpler, cet amas renferme entre 50 et 100 étoiles (lettre m) dont la concentration est moyenne (II) et dont les magnitudes se répartissent sur un grand intervalle (le chiffre 3).

### Observation

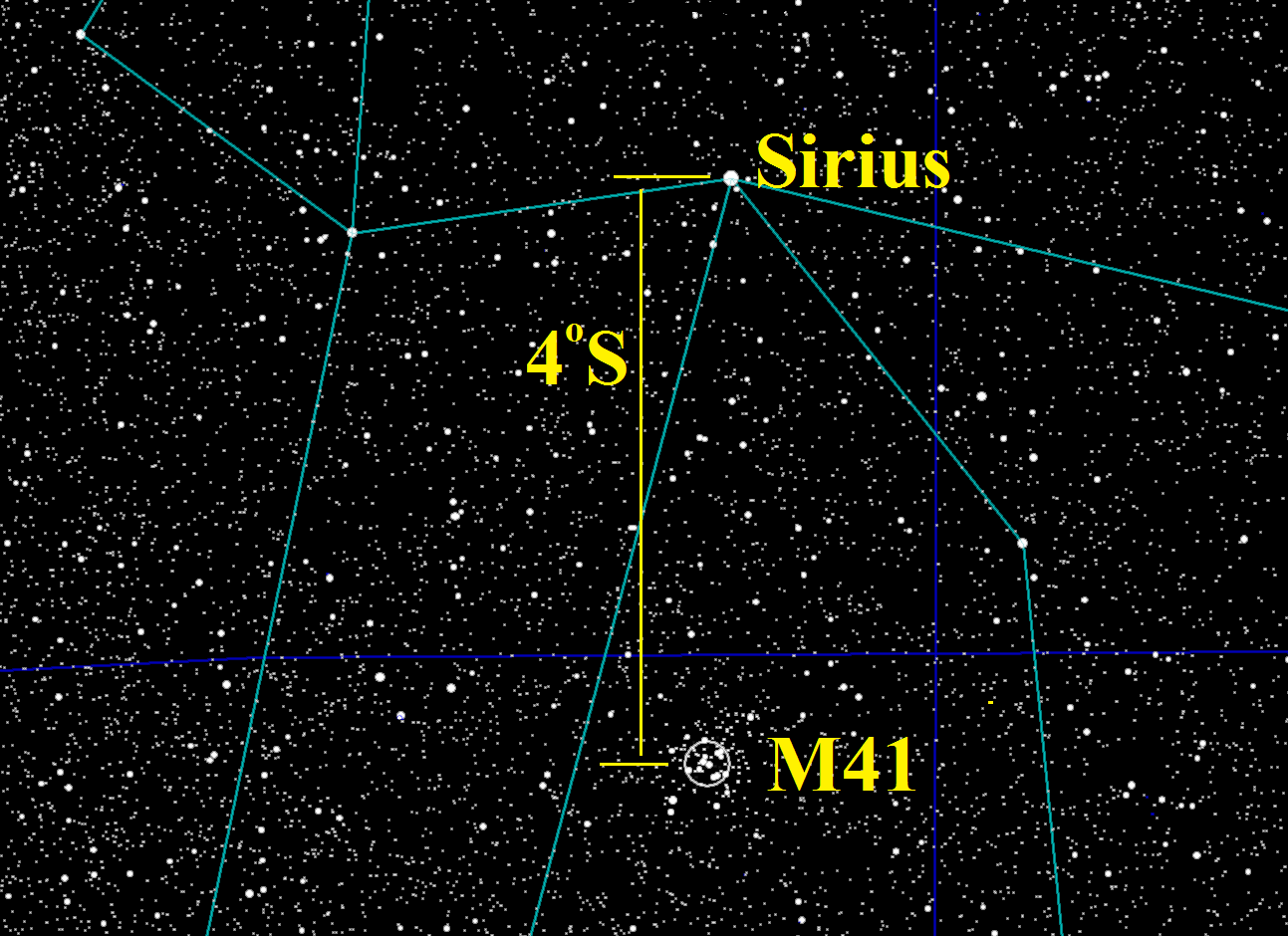
M41 est à 4° au sud de Sirius.

M41 est relativement facile à trouver sur la sphère céleste, puisque situé presque exactement à 4 degrés au sud de Sirius, la plus brillante étoile du ciel nocturne.
L'amas est observable aux latitudes moyennes de l'hémisphère nord de septembre, le matin, à avril, le soir, en passant par décembre et janvier, une grande partie de la nuit. On peut le voir en février aussi. Aux latitudes moyennes de l'hémisphère sud, on peut le voir toute l'année, quoiqu'avec plus de difficulté aux alentours du solstice d'hiver austral.

## Galerie

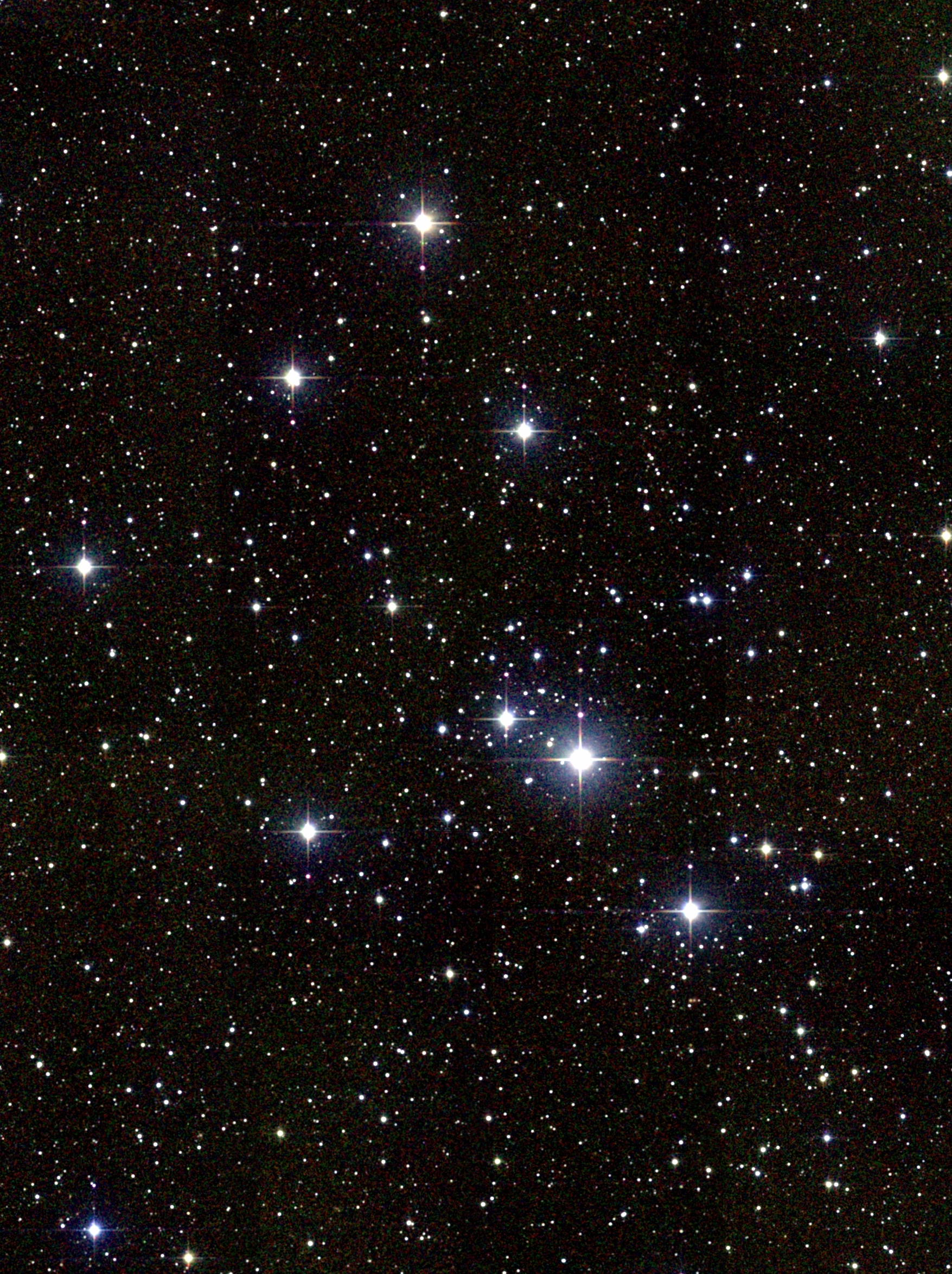
M41 image de l'étude 2MASS.
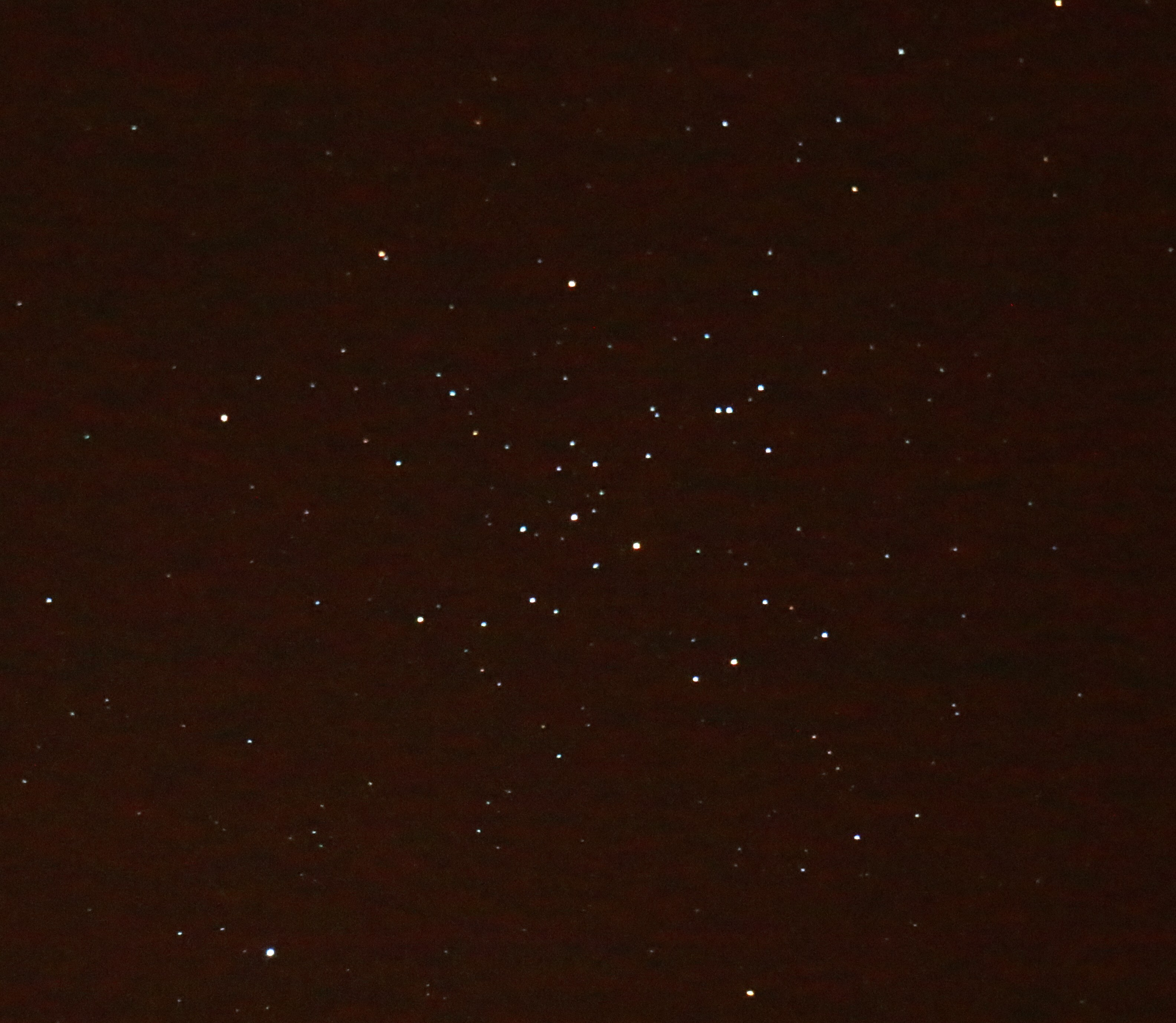
M41 photographié avec un petit télescope de 8 pouces (20cm).
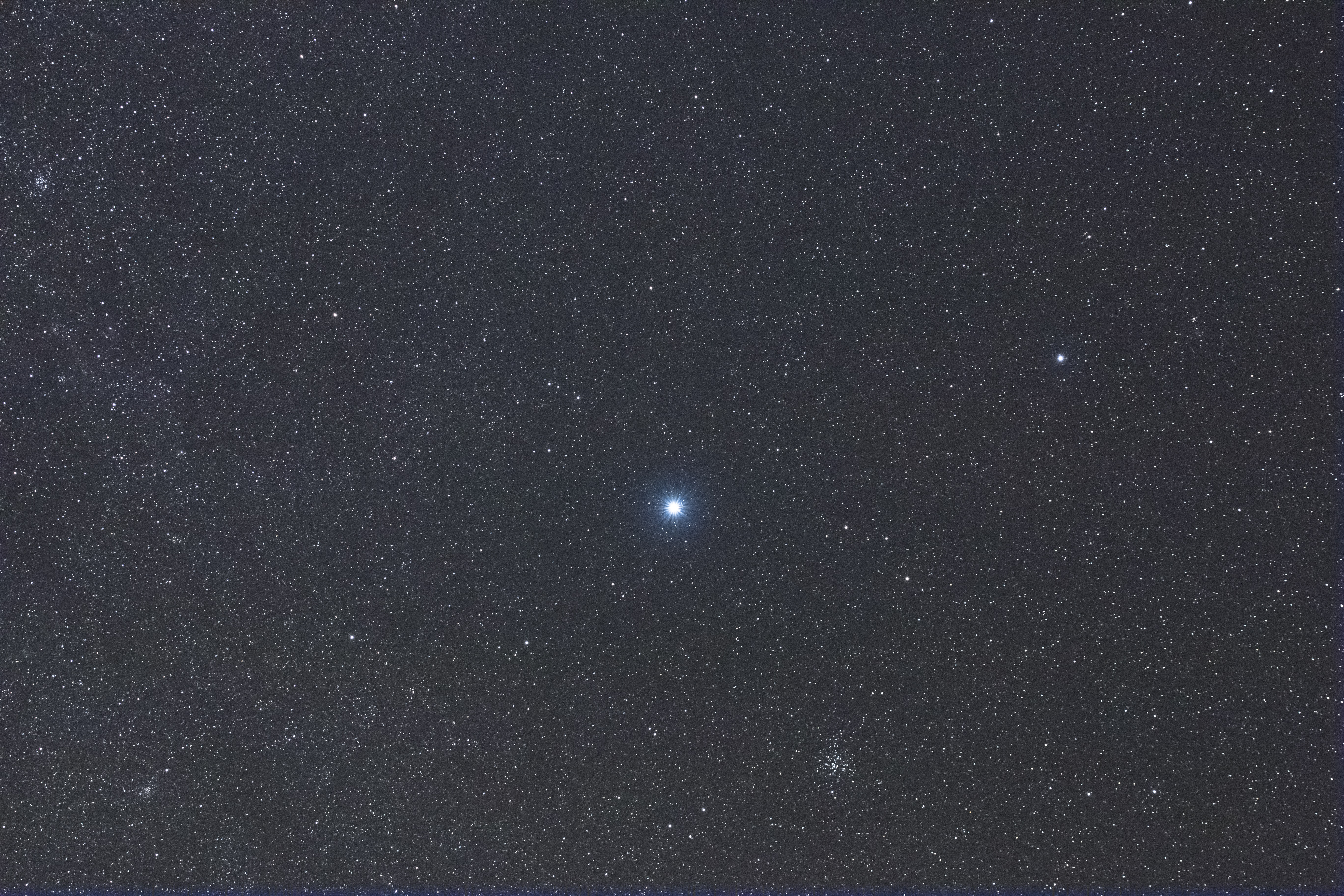
Sirius, M50 en haut à gauche et M41 en bas un peu à gauche.